# Liste der Bürgermeister von Midden-Groningen
Dies ist die Liste der Bürgermeister der Gemeinde Midden-Groningen in der niederländischen Provinz Groningen.
| Bürgermeister       | Bürgermeister       | Partei | Partei       | Amtszeit  | Anmerkungen   |
| ------------------- | ------------------- | ------ | ------------ | --------- | ------------- |
|                     | Rein Munniksma      |        | PvdA         | 2018      | kommissarisch |
| Adriaan Hoogendoorn | Adriaan Hoogendoorn |        | ChristenUnie | 2018–2024 | [ 2 ]         |
| Erica van Lente     | Erica van Lente     |        | PvdA         | 2024–     | [ 3 ]         |